# Magma (Album)
Magma (neu aufgelegt als Kobaïa) ist das Debütalbum der französischen Avantgarde-Progressive-Rock- oder Zeuhl-Band Magma, das 1970 als Doppel-LP veröffentlicht wurde. Das Album erzählt die Geschichte einer Gruppe Menschen, die von einer dem Untergang geweihten Erde fliehen und sich auf dem fiktiven Planeten Kobaïa niederlassen.

## Musikstil
Der Titelsong Kobaïa wird seit seiner ursprünglichen Aufnahme regelmäßig bei Magma-Konzerten gespielt, allerdings in einer jazzigeren Version, die der Version auf dem Live-Album Live / Hhaï von 1975 ähnelt, und mit einem neuen Text, der in der von Magma entwickelten Kunstsprache Kobaïanisch statt auf Englisch gesungen wird.

## Inhalt
Die Titel der ersten Platte des Doppelalbums berichten von der Abreise einer Gruppe Menschen von der Erde und ihrer Reise in einem Raumschiff zum Planeten Kobaïa. Nach der Ankunft folgt ein langwieriger und geduldiger Prozess des Aufbaus einer neuen Gesellschaft, die mit ihrer neuen Umgebung in Harmonie lebt, gleichzeitig aber einen hohen technologischen Fortschritt erreicht. Die zweite Platte berichtet von der Rettung der Besatzung eines in der Umlaufbahn um Kobaïa havarierten Raumschiffs. Die irdische Besatzung berichte von der fortschreitenden Degeneration und Katastrophen auf der Erde und zeigen sich von der friedlichen, harmonischen und fortschrittlichen Kultur der kobaïanischen Gesellschaft beeindruckt. Sie bitten die Kobaïaner sie zur Erde zurückzubegleiten, um ihre Philosophie dort zu verbreiten. Eine kleine Gruppe Kobaïaner erklärt sich bereit, die gestrandeten Menschen zurück auf die Erde zu begleiten.

## Entstehungsgeschichte
Die Bandmitglieder von Magma zogen sich für drei Monate in ein Haus im Vallée de Chevreuse im Département Essonne zurück, welches ihnen der klassische Pianist Karl Knutt zur Verfügung stellte. Vormittags arbeiteten sie separat und Nachmittag gemeinsam an den Proben zum Album. Lee Hallyday vermittelte am 1. April 1970 einen Vertrag bei Philips Records. Abgeschlossen wurden die Proben im Studio M.J.C. in Vincennes und im Navigator in Paris.
Im April 1970 wurde die Platte schließlich im Pariser Studio Europa Sonor von Roger Roche und Claude Martenot aufgenommen. Das Album erschien erstmals als Doppel-Vinylalbum beim Label Philips lediglich in Frankreich, Spanien, Deutschland und Kanada. Es wurde mehrmals unter dem Titel Magma und Kobaïa neu aufgelegt, unter anderem bei Mercury Records, dann auf CD bei Stella Vanders Musiklabel Seventh Records. Englischsprachige Märkte wollte Philips erst mit dem Nachfolgealbum erschließen.
Das Coverart wurden von Marie-Josèphe Petit, der Schwester des Produzenten Laurent Thibault, entworfen.

## Titelliste
Das Album ist auf der LP-Version als Doppelalbum erschienen, die Doppel-CD-Edition enthält jeweils eine LP pro Disk.
| Nr.          | Titel        | Autor(en)        | Länge |
| ------------ | ------------ | ---------------- | ----- |
| 1.           | Kobaïa       | Christian Vander | 10:15 |
| 2.           | Aïna         | Vander           | 6:15  |
| 3.           | Malaria      | Vander           | 4:20  |
| Gesamtlänge: | Gesamtlänge: | Gesamtlänge:     | 20:50 |

| Nr.          | Titel        | Autor(en)      | Länge |
| ------------ | ------------ | -------------- | ----- |
| 4.           | Sohïa        | Teddy Lasry    | 7:00  |
| 5.           | Sckxyss      | François Cahen | 3:47  |
| 6.           | Auraë        | Vander         | 10:55 |
| Gesamtlänge: | Gesamtlänge: | Gesamtlänge:   | 21:42 |

| Nr.          | Titel        | Autor(en)        | Länge |
| ------------ | ------------ | ---------------- | ----- |
| 7.           | Thaud Zaïa   | Claude Engel     | 7:00  |
| 8.           | Naü Ektila   | Laurent Thibault | 12:55 |
| Gesamtlänge: | Gesamtlänge: | Gesamtlänge:     | 19:55 |

| Nr.          | Titel        | Autor(en)    | Länge         |
| ------------ | ------------ | ------------ | ------------- |
| 9.           | Stöah        | Vander       | 8:05          |
| 10.          | Mûh          | Vander       | 11:13         |
| Gesamtlänge: | Gesamtlänge: | Gesamtlänge: | 19:18 (81:45) |

## Rezeption
Trotz des auffälligen Covers von Marie-Josèphe Petit war die Wirkung der Platte bei ihrer Veröffentlichung eher begrenzt. In einer Kolumne in der Zeitschrift Rock & Folk vom Juni 1970 betonte Philippe Paringaux die verstörende Seite der Musik:

„La musique de Magma est tout à fait inconfortable, qui vous plonge près de 2 heures durant dans l'inconnu d'un voyage halluciné, hagard.“

„Die Musik von Magma ist absolut unbequem, die dich fast zwei Stunden lang in das Unbekannte einer halluzinierten, hageren Reise eintauchen lässt.“

Emmanuel Gray hob in der Zeitschrift Jazz Hot im September 1970 vor allem den Zusammenhalt und die Professionalität der Band sowie die Originalität ihrer Musik hervor und beschloss seinen Artikel mit dem Fazit:

„Un groupe très au point, qui compte de fortes individualités et qui joue une musique personnelle … amateurs de jazz, voilà une occasion de sortir de votre ghetto.“

„Eine sehr ausgereifte Band mit starken Individuen, die ihre eigene Musik spielt … Jazzliebhaber, hier ist eine Gelegenheit, aus Ihrem Ghetto herauszukommen.“

Philippe Manoeuvre listete das Album in seinem 2010 erschienenen Buch der 123 essentiellen Musikalben der französischen Rockmusik.
Die britische Musikzeitschrift Classic Rock kürte das Album Magma im Juli 2010 zu einem der 50 Musikalben, die den Progressive Rock prägten.

## Besetzung
Band
- Klaus Blasquiz: Gesang
- François Cahen: Piano
- Alain "Paco" Charlery: Trompete, Schlagzeug
- Claude Engel: Guitarren, Flöte, Gesang
- Teddy Lasry: Sopransaxophon, Flöte
- Francis Moze: E-Bass, Kontrabass
- Richard Raux: Altsaxophon, Tenorsaxophon, Flöte
- Christian Vander; Schlagzeug, Gesang

Technik
- Laurent Thibault: Produktion
- Lee Hallyday: Regie
- Louis Haig Sarkissian: Stage Manager
- Claude Martenot: Tontechnik
- Roger Roche: Tontechnik
- Marcel Engel: Tontechnik-Assistenz
- Marie-Josèphe Petit: Grafikdesign